# Apostolisches Vikariat Izabal
Das Apostolisches Vikariat Izabal (lateinisch Apostolicus Vicariatus Izabalensis) ist ein römisch-katholisches Apostolisches Vikariat mit Sitz in Puerto Barrios in Guatemala. Es umfasst das Departamento Izabal.

## Geschichte
Papst Paul VI. gründete die Apostolische Administratur am 30. April 1968 aus Gebietsabtretungen des Bistums Zacapa. Am 12. März 1988 wurde sie zum Apostolischen Vikariat erhoben.

## Ordinarien

### Apostolische Administratoren von Izabal
- Gerardo Humberto Flores Reyes, 9. Mai 1969–7. Oktober 1977, dann Bischof von Verapaz
- Luis María Estrada Paetau OP, 27. Oktober 1977–12. März 1988

### Apostolische Vikare von Izabal
- Luis María Estrada Paetau OP, 12. März 1988–12. Juni 2004
- Gabriel Peñate Rodríguez, 21. Mai 2004–26. Juli 2011
- Domingo Buezo Leiva, 9. Februar 2013–16. Juli 2021, dann Bischof von Sololá-Chimaltenango
- Miguel Ángel Martínez Méndez, seit 23. Dezember 2022